# William de Valognes

Wappen der Familie Valognes

William de Valognes († vor 21. Juni 1219) war ein schottischer Adliger und Höfling. Von 1215 bis zu seinem Tod war er Chamberlain of Scotland.

## Herkunft
William of Valognes war der einzige Sohn von Philip de Valognes, der Name seiner Mutter ist unbekannt. Sein Vater war ein anglonormannischer Ritter, der um 1165 nach Schottland gekommen und zum Chamberlain und Vertrauten von König Wilhelm I. aufgestiegen war. William bezeugte ab den 1190er Jahren mehrfach königliche Urkunden.

## Chamberlain of Scotland
Nach dem Tod seines Vaters im November 1215 erbte William nicht nur den Landbesitz in Schottland, den sein Vater als Dank vom König erhalten hatte, sondern übernahm unter dem jungen König Alexander II. auch das Amt des Chamberlain. Dies war aber bereits zu Lebzeiten zu einem Ehrenamt geworden, dessen Alltagsgeschäfte von professionellen Beamten ausgeübt wurden. Während des Kriegs mit England versuchte der schottische König, Teile von Nordengland seinem Reich einzuverleiben. Deshalb übergab er die Vormundschaftsverwaltung für die Besitzungen des jungen Eustace de Stuteville, einem englischen Adligen aus Cumberland, an Valognes. William erlangte nie die politische Bedeutung seines Vaters. Er starb bereits 1219 und wurde neben seinem Vater im Kapitelhaus von Melrose Abbey beigesetzt.

## Ehe, Nachkommen und Erbe
Er hatte Lora (auch Loretta) de Quincy geheiratet, eine Tochter des anglo-schottischen Magnaten Saer de Quincy, 1. Earl of Winchester. Mit ihr hatte er drei Töchter:
- Lora de Valognes († vor 1272) ⚭ Henry de Balliol
- Christiana de Valognes ⚭ Peter de Maule
- Isabel de Valognes ⚭ David Comyn

Seine älteste Tochter Lora heiratete Henry de Balliol, den Lord von Cavers in Roxburghshire. Seine zweite Tochter Christiana heiratete Peter de Maule, der ein Vorfahre der späteren Earls of Panmure war. Die jüngste Tochter Isabel heiratete David Comyn, einen Adligen aus West Linton in Peeblesshire. Da William de Valognes ohne Söhne gestorben war, wurde sein Landbesitz in Schottland, der unter anderem Güter in Angus und Roxburghshire umfasste, zwischen seinen Töchtern aufgeteilt. Das Amt des Chamberlain fiel an Henry de Balliol, den Ehemann der ältesten Tochter Lora. Nach dem Tod ihrer Großcousine Christiana FitzWalter 1233 wurden Williams Töchter auch Teilerben der englischen Honour of Valognes.